# Chlumín (Kněžmost)
Chlumín je malá vesnice, část obce Kněžmost v okrese Mladá Boleslav. Nachází se asi tři kilometry jižně od Kněžmostu. Vesnicí protéká Koprnický potok. Chlumín leží v katastrálním území Lítkovice u Kněžmostu o výměře 4,16 km².

## Historie
První písemná zmínka o vesnici pochází z roku 1405.